# Chiara Matraini
Chiara Matraini (Lucca, 4 de junio de 1515 - ibídem, 8 de noviembre de 1604) fue una poetisa italiana del Renacimiento.

## Biografía
Nacida en una familia de artesanos, enriquecida como tintoreros de la seda, la familia Matraini tuvo papel protagonista en las luchas políticas de la Lucca del Cinquecento, durante la rivolta degli straccioni; en 1532, uno de los hermanos de Chiara, Ludovico, fue decapitado, y, otro, Luiso, fue encarcelado, muriendo en prisión en 1535.
Chiara había contraído matrimonio con Vincenzo Cantarini, en 1531, y había tenido un hijo, Federigo. Viuda en 1542, y ya entonces conocida como poetisa, aunque nada había sido publicado todavía de su pluma, en 1547, se vio envuelta en un escándalo por sus reuniones alegres con jóvenes pisanos y con un tal Bartolomeo Graziani, quien sería finalmente asesinado por desconocidos. Tales reuniones testimoniaban su interés por el mundo literario de Lucca y Pisa, como documenta la cita de Ortensio Lando en 1552, quien la llama noble poetisa luquesa.
Finalmente, en 1555, se publicaron en Lucca sus Rime e prose; en 1556, publicó la traducción del A Demonico del Pseudo-Isócrates, dedicada a Julio de Médicis. Con posterioridad publicará diversas obras poéticas, religiosas y epistolarios, hasta su muerte en 1604, a la notable edad de 89 años.

## Obra selecta
- Rime e prose, Lucca, Busdraghi, 1555.

- Orazione d'Isocrate a Demonico figliuolo d'Ipponico, circa a l'essortazione de' costumi, che si convengono a tutti i nobilissimi giovani: di latino in volgare tradotta, Florencia, Torrentino, 1556.

- Meditazioni spirituali, Lucca, Busdraghi, 1581.

- La lettere della signora Chiara Matraini e la prima e seconda parte delle sue rime, Lucca, Busdraghi, 1595.

- Dialoghi spirituali, Venice, Prati, 1602.

### Edición moderna en italiano
- Rime e lettere, edición crítica de G. Rabbiti, Bolonia, Commissione per i testi di lingua, 1989.

### Edición en español
- Tres poetisas italianas del Renacimiento: Vittoria Colonna, Gaspara Stampa, Chiara Matraini. Traducción y prólogo de Luis Martínez de Merlo. Madrid: Hiperión, 1988. Edición bilingüe, que aporta una pequeña antología de las rimas de Matraini, junto a las otras dos citadas poetisas. ISBN 84-7517-233-4.

### Edición en inglés
- Brief discourse on the life and praises of the most blessed Virgin, en Who is Mary?, editód y tradujo Susan Haskins, Chicago, 2008.

- Selected Poetry and Prose, editó y tradujo Elaine Maclachlan, Chicago, 2008.